# 越前市武生第一中学校
越前市武生第一中学校（えちぜんし たけふだいいちちゅうがっこう）は、福井県越前市平出一丁目にある公立中学校。略称は一中（いっちゅう）。

## 沿革
出典：
- 1947年5月1日 - 南条郡武生町立武生第一中学校として開校。武生西小学校内に併設
- 1948年4月1日 - 南条郡武生町と神山村が合併して武生市発足。これにより武生市武生第一中学校に改称
- 1949年6月15日 - 新校舎1棟12教室完成
- 1950年11月3日 - 優良施設校として文部大臣より表彰
- 1950年12月1日 - 落成式挙行
- 1951年11月25日 - 校旗贈呈式 校歌発表会
- 1957年10月10 - 創立10周年記念式典挙行
- 1964年3月16日 - 築山「創意ケ丘」完成
- 1966年11月17日 - 保体研究優良校として文部省より表彰
- 1969年
  - 3月1日 - 第28回全国教育美術展学校賞受賞
  - 11月5日 - 当校共同研究で「学研教育賞」受賞
- 1982年6月21日 - 本館使い初め式
- 1983月3月16日 - 体育館使い初め式
- 1984年4月9日 - 普通教棟使い初め式
- 1985年4月8日 - 特別教棟使い初め式
- 2005年10月1日 - 武生市と今立郡今立町の合併により越前市発足。越前市武生第一中学校に改称
- 2010年2月18日 - 健康教育推進学校優良校受賞
- 2011年
  - 1月18日 - 県健康優良学校表彰
  - 10月27日 - 学校保健普及向上により文部科学大臣より表彰

## 部活動

### 運動部
- 男子/女子陸上部

- 男子/女子バレーボール部

- 男子/女子バスケットボール部

- サッカー部
- 野球部
- バドミントン部
- 男子/女子テニス部
- 男子/女子剣道部
- 男子/女子卓球部
- 柔道部（校外で活動）
- 水泳部（校外で活動）

### 文化部
- パソコン部
- 科学部
- 合唱部
- 美術部
- 吹奏楽部

## 教育方針

### 学校教育目標
総合的な学力をはぐくみ、自立した自己実現を図れる生徒を育成する

## 進学前小学校
- 越前市[2]
  - 越前市立大虫小学校、越前市立吉野小学校の通学区域全域
  - 越前市武生西小学校、越前市武生東小学校通学区域の一部